# Berardo dei Marsi
Berardo dei Marsi (1079-3 de noviembre de 1130) fue un cardenal católico italiano. Fue proclamado beato en 1802 por ser considerado santo y que se realizaron milagros por su intercesión.

## Biografía
Berardo dei Marsi nació en 1079, hijo de Berardo y Theodosia. Era el tío abuelo de Santa Rosalia de Palermo. De niño estudió con los canónigos de la catedral de Santa Sabina dei Marsi y también estudió en Monte Cassino desde 1095 hasta 1102. Se convirtió en gobernador de Campagna después de que el Papa Pascual II le nombrara para ese cargo. También se desempeñó como administrador de Campagna a instancias del Papa. El Papa también lo elevó al cardenalato en 1099 como Cardenal-Diácono y optó por la orden de Cardenal-Sacerdote poco después.
Fue nombrado obispo de Marsi en 1113 y demostró ser un reformador en su diócesis. Luchó contra la simonía e impulsó la idea del celibato clerical.
Murió en 1130 y predijo que moriría ese día. Dio todas sus posesiones a los pobres en su testamento. Fue enterrado en la catedral de Santa Sabina y sus reliquias fueron trasladadas a Santa Maria delle Grazie en 1631.

## Beatificación
Por los milagros que se le atribuyen y por su santidad personal, el Papa Pío VII lo beatificó el 10 de mayo de 1802 y lo proclamó patrón de su diócesis.